# Szczawik zajęczy

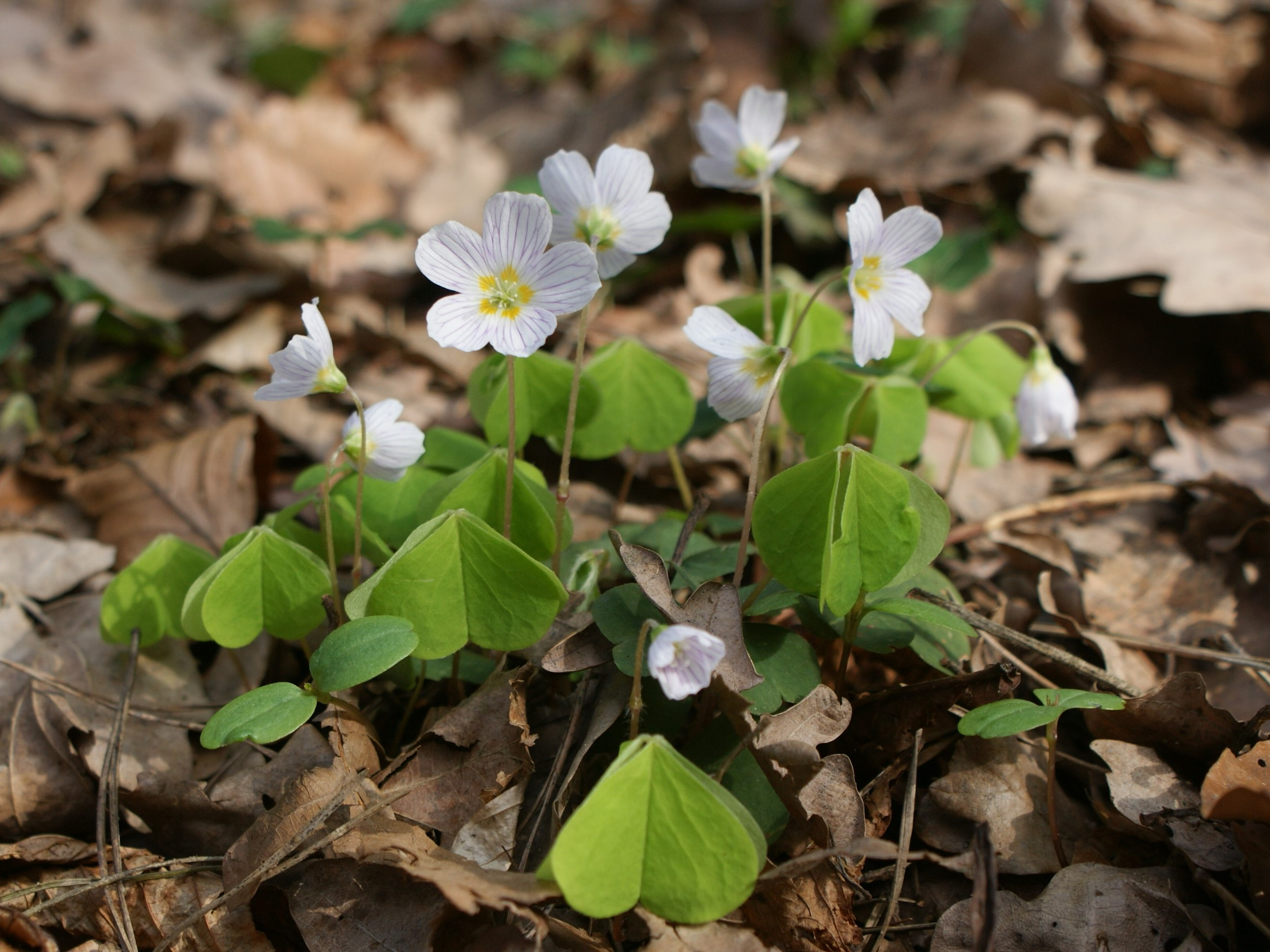
Pokrój

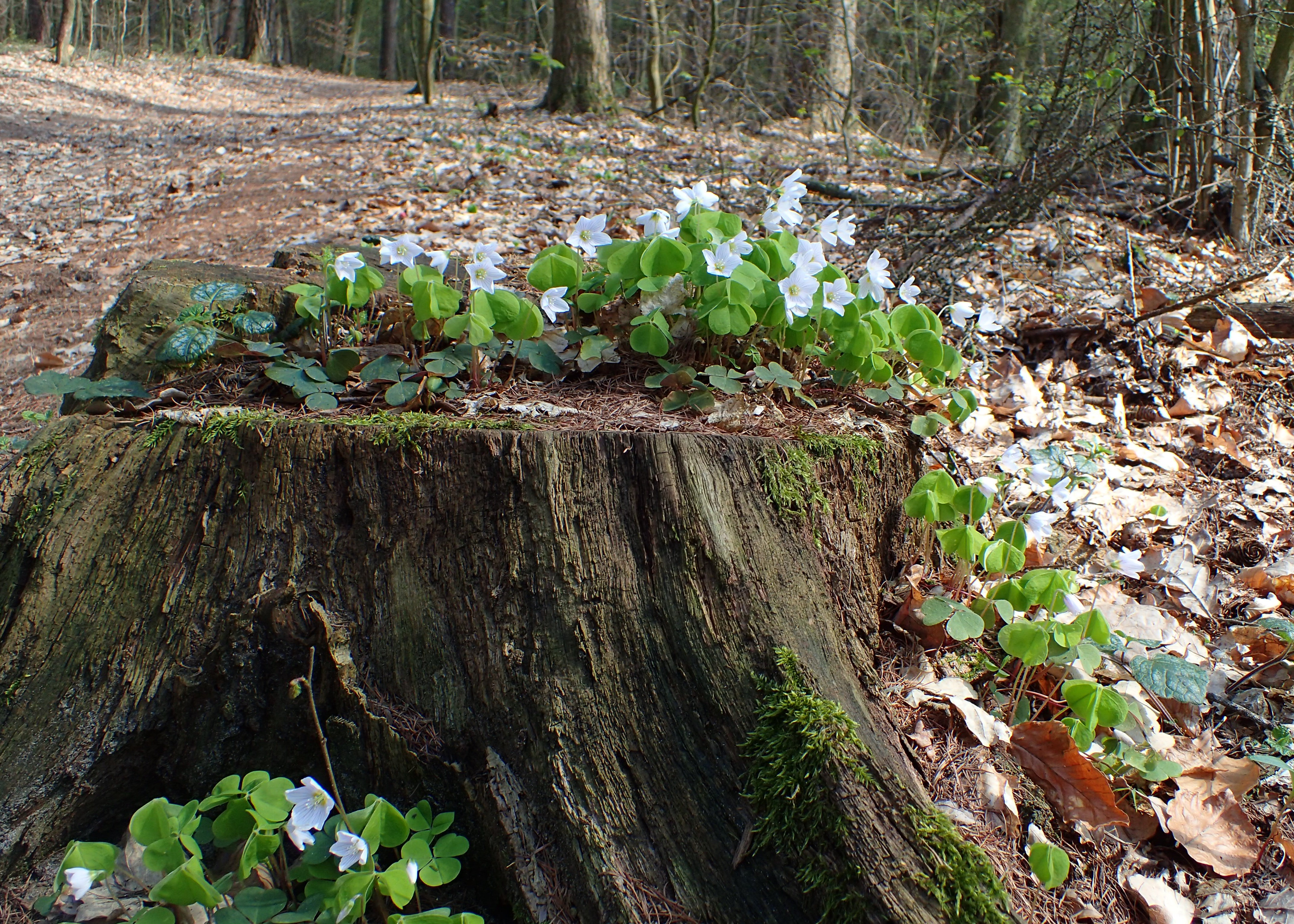

Szczawik zajęczy (Oxalis acetosella L.) – gatunek rośliny z rodziny szczawikowatych (Oxalidaceae). Występuje w strefie umiarkowanej Europy i Azji. W Polsce pospolity gatunek rodzimy.

## Zasięg geograficzny
Zasięg gatunku obejmuje niemal całą Europę z wyjątkiem jej południowych krańców (na północy sięga po Islandię i północną Rosję). W Azji rośnie w północnej i środkowej części kontynentu, na południu na obszarach górskich (Kaukaz, Himalaje), na wschodzie sięga po Japonię i Kamczatkę. 
W Polsce jest to roślina pospolita w całym kraju.

## Morfologia
PokrójNiewielka roślina zielna osiągająca 8-15 cm wysokości.
ŁodygaCienka, pełzająca, wykształca cienkie rozłogi.
LiścieTrójlistkowe, przypominają swym wyglądem liście koniczyny. Wszystkie odziomkowe. Listki odwrotnie sercowate z krótkimi ogonkami.
KwiatyKwiaty promieniste, 5-krotne. Tworzą się pojedynczo na długich szypułkach, dłuższych od liści, w których górnej części występują dwa drobne listki (przykwiatki). Płatków korony jest 5, barwy białej, rzadziej mniej lub bardziej różowej, z fioletowymi żyłkami, z żółtą plamką u nasady. Działki kielicha krótkie, zrośnięte nieco u nasady. Pręcików jest 10, zrośniętych u nasady. Słupek z 5-komorową zalążnią i 5 szyjkami.
OwoceWydłużone, 5-kanciaste torebki. Nasiona jajowate o zaostrzonych końcach.

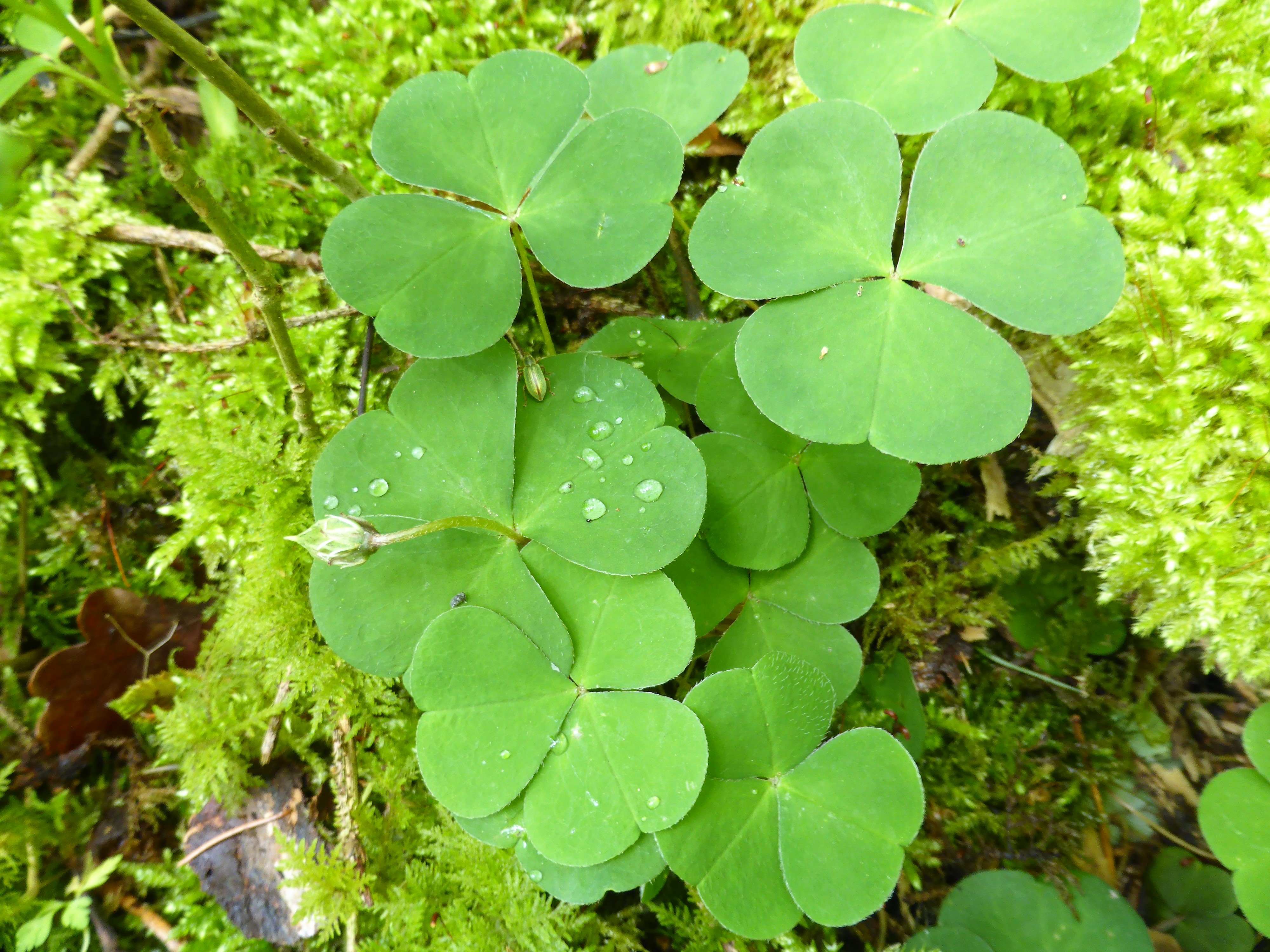
Liście
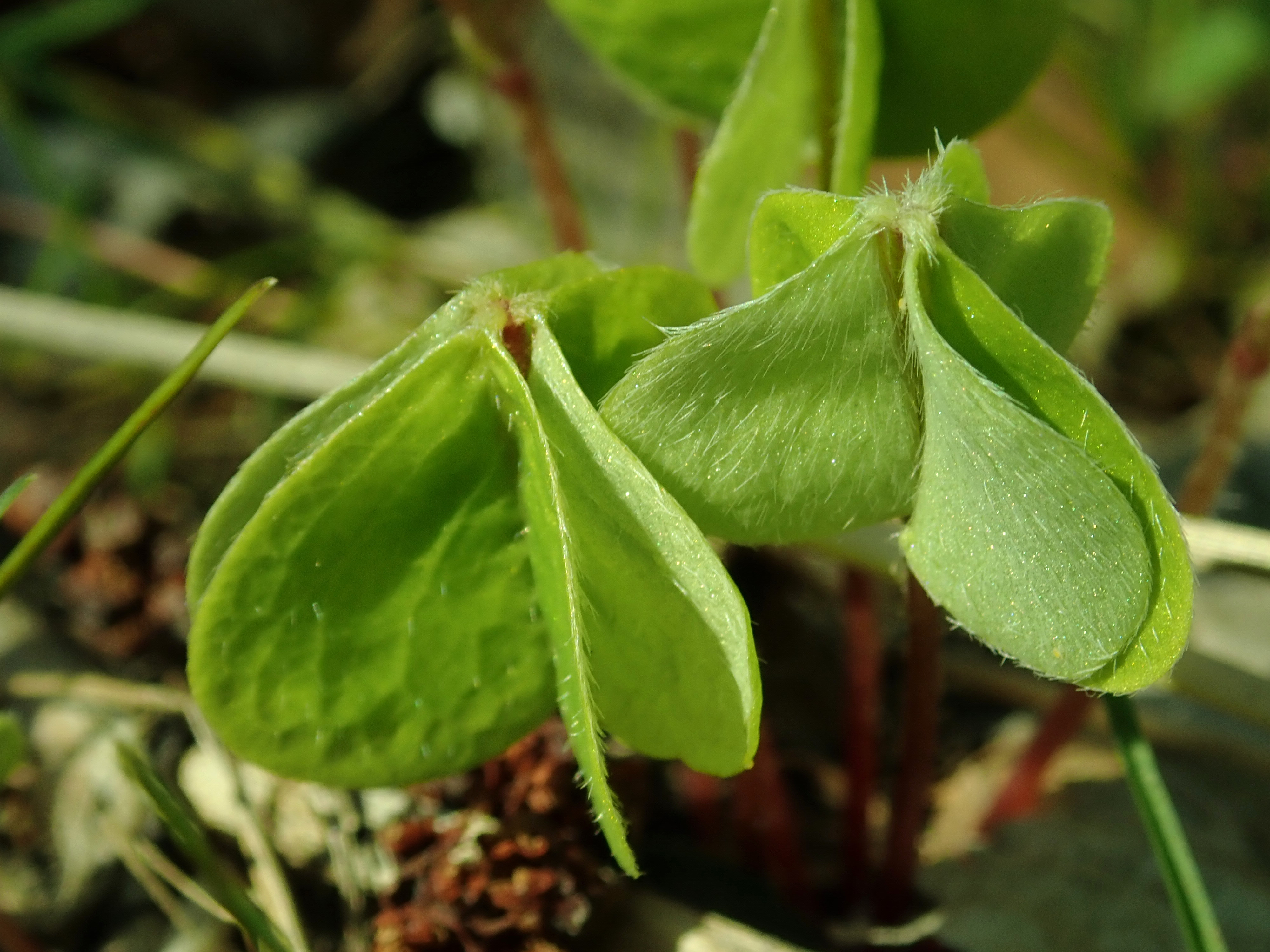
Złożone liście
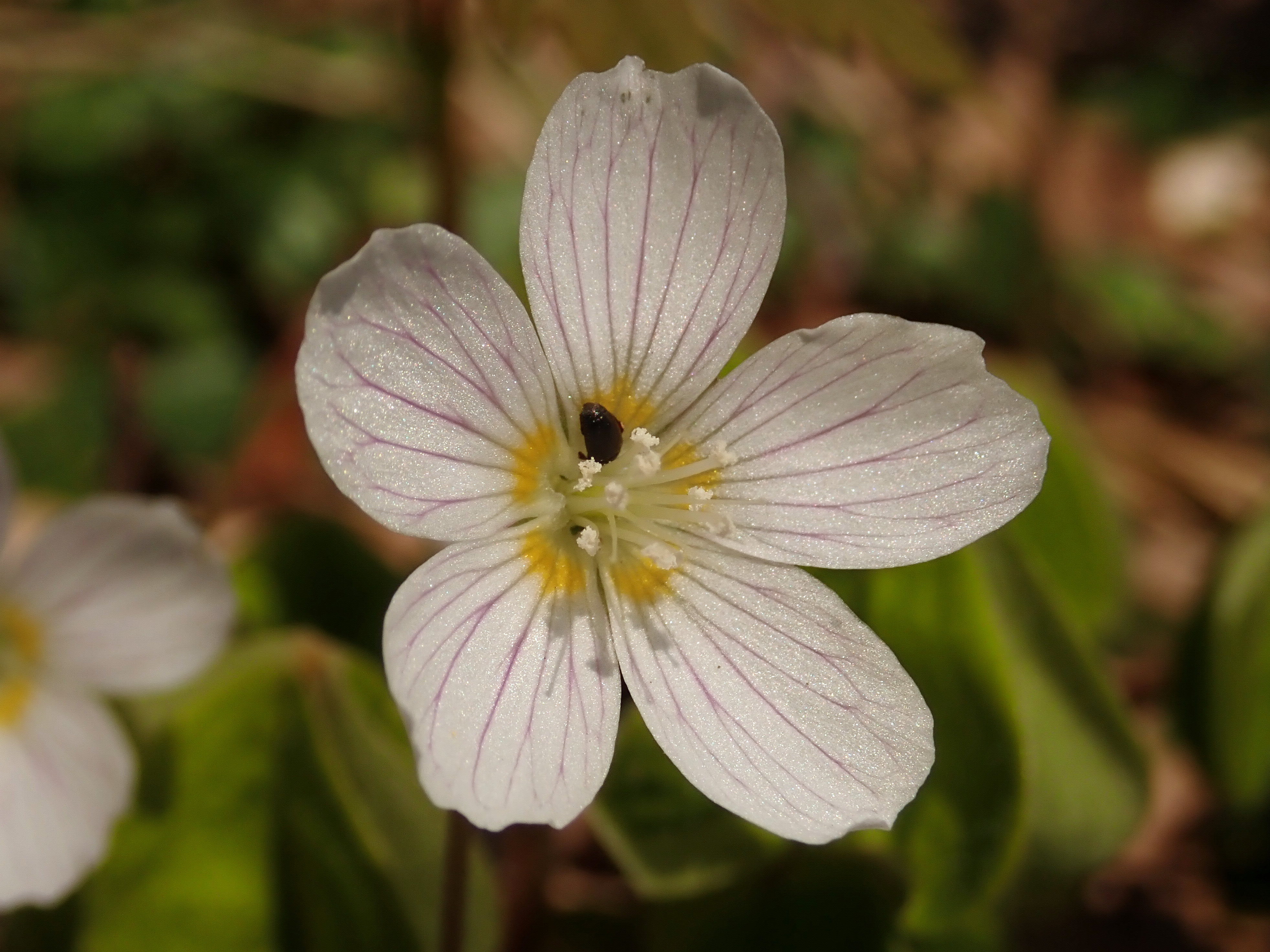
Kwiat
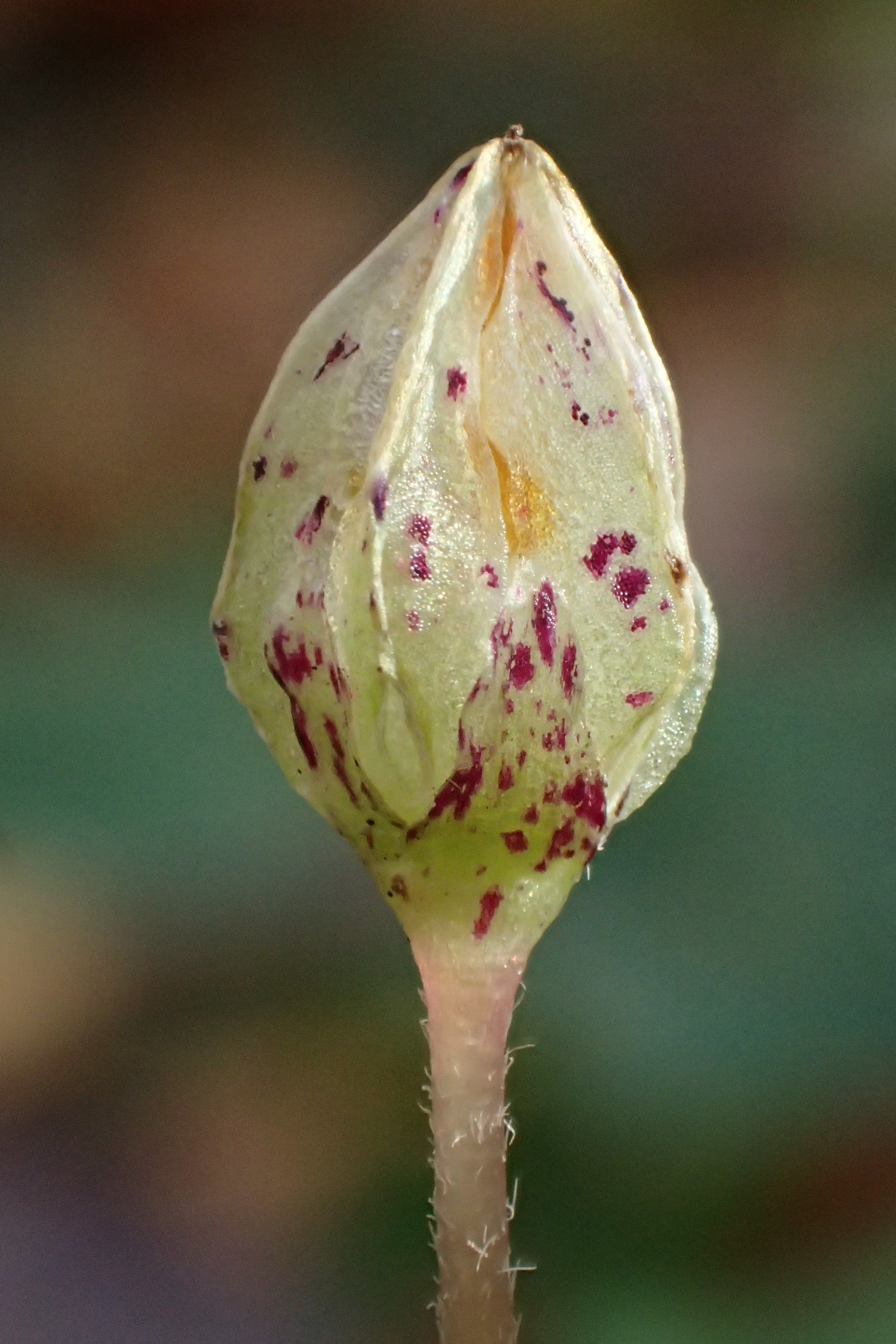
Owoc

## Biologia i ekologia
Bylina, geofit i hemikryptofit. Kwitnie od kwietnia do maja. Rośliny te wydzielają nektar we wgłębieniu u podstawy płatków. Zwabione do niego muchy i chrząszcze dokonują zapylenia krzyżowego. Rośliny te wytwarzają także niepozorne kwiaty klejstogamiczne, które są samopylne.
Nasiona wyrzucane są z pękającej torebki na odległość do 2,3 m. Łupina tej torebki jest dwuwarstwowa – od wewnątrz twarda, od zewnątrz mięsista. Komórki warstwy zewnętrznej pęcznieją tak, że ciśnienie w ich wnętrzu osiąga 17-18 atmosfer. W efekcie działania takich sił łupina torebki gwałtownie się rozrywa, a wywijając się wyrzuca nasiona.
Listki szczawika w czasie zmroku i przy niepogodzie stulają się i zwieszają. Zjawisko to zwane jest "snem roślin" i przyczynia się do regulacji wyparowywania wody przez roślinę.
Rośliny tego gatunku występują w cienistych lasach liściastych, mieszanych i borach iglastych. Są to rośliny kwasolubne i cieniolubne, preferujące dość żyzne siedliska. 

## Zastosowanie
Roślina lecznicza
- Surowiec zielarski: liście i kwiaty
- Działanie: właściwości moczopędne, a także źródło witaminy C.
- Stosowanie: przykładać stłuczone liście na rany. W stanach zapalnych dziąseł żuć świeże liście. Napój ze świeżych liści obniża gorączkę i działa moczopędnie oraz uzupełnia niedobór witaminy C.
- Używany był dawniej w lecznictwie jako odtrutka przy zatruciach arsenem i rtęcią, przy zaburzeniach menstruacji u kobiet oraz do leczenia krzywicy i miażdżycy.
- Zbiór i suszenie: liście zbiera się na wiosnę i wczesnym latem. Suszy się w warunkach naturalnych.

PrzeciwwskazaniaNie należy szczawika spożywać przy chorobach nerek, dróg moczowych i gruźlicy. Duże dawki mogą mieć działanie toksyczne.
Inne zastosowania
- Dawniej używany był do farbowania tkanin, jako środek czyszczący, a także wytwarzano z niego kwas mrówkowy.
- Z liści przyrządzano dawniej sałatki, zupy i napoje orzeźwiające.

## Skład chemiczny
Ze względu na stosunkowo wysoką zawartość szczawianów, roślina ta powinna być spożywana z umiarem. Zawartość szczawianów w szczawiku zajęczym jest podobna jak w szpinaku, lecz większa niż w kapuście czy sałacie.
Wykazano, że liście szczawika są bogatym źródłem antyoksydantów, których zawartość zależy od wieku rośliny. 100 g surowych liści zawiera m.in.:
- ok. 6-12 mg β-karotenu
- ok. 55-70 mg kwasu askorbinowego
- od 2 mg (w świeżych liściach) do 23 mg (w starych liściach) tokoferoli
- ok. 12-14 mg ksantofili
- ok. 90-120 mg rutyny (jej zawartość jest porównywalna z zawartością w kaszy gryczanej, jednego z głównych źródeł rutyny)
- ok. 130-180 mg flawonoidów